# Abaya Lacus
Pour les articles homonymes, voir Abaya (homonymie).
Abaya Lacus est un lac de Titan, satellite naturel de Saturne.

## Caractéristiques
Abaya Lacus est situé près du pôle Nord de Titan, centré sur 73,17° de latitude nord et 45,55° de longitude, et mesure 65 km dans sa plus grande longueur. Découvert sur des images prises par la sonde Cassini en 2007, Abaya Lacus fait partie des nombreux lacs qui parsèment la région septentrionale de Titan.

## Observation
Abaya Lacus a été découvert par les images transmises par la sonde Cassini en 2007. Il a reçu le nom du lac Abaya, un lac d'Éthiopie.